# Cymbulia parvidentata
Cymbulia parvidentata är en snäckart. Cymbulia parvidentata ingår i släktet Cymbulia och familjen Cymbuliidae. Inga underarter finns listade i Catalogue of Life.